# Parthenembia reclusa
Parthenembia reclusa är en insektsart som beskrevs av Ross 1960. Parthenembia reclusa ingår i släktet Parthenembia och familjen Embiidae. Inga underarter finns listade i Catalogue of Life.